# کردوا (کارولینای شمالی)
کردوا (به انگلیسی: Cordova) شهری در ایالت کارولینای شمالی کشور ایالات متحده آمریکا است که جمعیت آن در سرشماری سال ۲۰۱۰ میلادی، ۱٬۷۷۵ نفر بوده‌است.